# Сільська рада 12-річчя Жовтня
Сільська рада 12-річчя Жовтня (рос. Сельский совет 12 лет Октября) — сільське поселення у складі Поспєлихинського району Алтайського краю Росії. Адміністративний центр — селище 12-річчя Жовтня.

## Населення
Населення — 754 особи (2019; 895 осіб у 2010 році, 1191 у 2002).

## Склад
До складу сільської ради входять:
| Населений пункт           | Населення, осіб (2002) | Населення, осіб (2010) |
| ------------------------- | ---------------------- | ---------------------- |
| 12-річчя Жовтня, селище   | 991                    | 813                    |
| Благодатний, селище       | 27                     | 12                     |
| Степнобугринський, селище | 165                    | 67                     |
| Ходаєвський, селище       | 8                      | 3                      |